# Gran Premio di Cina 2016
Il Gran Premio di Cina 2016 è stata la terza prova della stagione 2016 del campionato mondiale di Formula 1. Si è disputata domenica 17 aprile 2016 sul circuito di Shanghai. La gara è stata vinta da Nico Rosberg su Mercedes, al suo diciassettesimo successo nel mondiale. Rosberg ha preceduto sul traguardo Sebastian Vettel su Ferrari e Daniil Kvjat su Red Bull Racing-TAG Heuer.
Rosberg ha ottenuto il centesimo podio, per la Mercedes quale costruttore, in una gara valida per il campionato mondiale di F1.
La gara ha visto il ripristino del format per le qualifiche in vigore fino al 2015.

## Vigilia

### Sviluppi futuri
Il Gran Premio d'Ungheria prolunga fino al 2026 il suo contratto con la FOM.

### Aspetti tecnici
Per questo gran premio la Pirelli offre la scelta tra gomme di mescola media, morbida e supersoft. Per la gara la casa milanese assegna, obbligatoriamente, un set di gomme medie e morbide. Per la Q3 è assegnato un set obbligatorio di gomme supersoft. Tale set andrà restituito a Pirelli dai 10 piloti che si qualificano per Q3 mentre sarà a disposizione per la gara per tutti gli altri piloti.
La Federazione stabilisce due zone dove i piloti possono attivare il Drag Reduction System, confermando quelle della stagione 2015: il rettifilo dei box, con punto per la determinazione del distacco fra piloti posto all'ultima curva, e sul lungo rettilineo tra le curve 13 e 14, con detection point stabilito alla curva 12.
La McLaren sostituisce, sulla vettura di Jenson Button, il motore, spedito in Giappone per alcune analisi da parte della Honda. La Mercedes sostituisce il cambio sulla vettura di Lewis Hamilton, danneggiato nel corso della gara precedente. Il britannico sconta cinque posizioni di penalità sulla griglia di partenza.

### Aspetti sportivi
A seguito delle polemiche sorte per lo scarso spettacolo garantito dal nuovo format delle qualifiche, la FIA decide di reintrodurre, da questo gran premio, il formato utilizzato fino alla stagione 2015, con l'eliminazione dei piloti, solo al termine di ciascuna sessione. Inizialmente era stata prospettata l'ipotesi che la prestazione del pilota potesse essere calcolata sommando i due migliori tempi per sessione. Anche tale ipotesi però aveva raccolto poco consenso.
Il ritorno alla vecchia formula è stato suggerito dalle stesse scuderie, tramite una lettera, sottoscritta da tutti gli 11 team presenti nel Mondiale, e inviata alla FIA. Già dopo il primo gran premio stagionale, in Australia le scuderie avevano proposto una modifica del regolamento per le qualifiche, senza però trovare un'unanimità. Secondo però la Pirelli, tale ritorno al vecchio sistema di qualifica, non costituisce una valida alternativa, in quanto non forza i migliori team a impegnarsi in Q1. La formalizzazione del ritorno alla vecchia modalità avviene con votazione di F.1 Commission e del Consiglio Mondiale della FIA.
A causa di problemi economici è messa in dubbio la prosecuzione, nel campionato, della Sauber. La presenza della scuderia elvetica al gran premio è assicurata dal versamento anticipato, di quanto previsto, da uno sponsor del pilota Marcus Ericsson. Resta invece ancora in dubbio il rientro di Fernando Alonso, quale pilota titolare alla McLaren. Lo spagnolo, vittima di un incidente in Australia, è stato sostituito da Stoffel Vandoorne nel Gran Premio del Bahrein. Dopo una visita, da parte dei medici della federazione, lo spagnolo è autorizzato a prendere parte al weekend di gara con riserva; la sua condizione viene valutata successivamente alla prima sessione di prove libere, per il via libera definitivo alla partecipazione al resto del programma.
L'ex campione del mondo di F1, l'australiano Alan Jones è nominato commissario aggiunto per la gara, da parte della FIA. Jones ha svolto tale funzione, l'ultima volta, nel Gran Premio del Canada 2015.

## Prove

### Resoconto
La prima sessione è caratterizzata dall'esposizione di diverse bandiere rosse, che la interrompono, dovute a dei problemi con degli pneumatici. La prima interruzione è dovuta allo scoppio di una gomma sulla Williams di Felipe Massa: il pilota va in testacoda, ma è capace di riportare la vettura ai box. Poco dopo, rientrato in pista, il brasiliano è stato costretto nuovamente a uno stop, per un po' di fumo che arrivava sempre dalla gomma posteriore sinistra. Anche in tale caso la sessione è stata interrotta. La causa di tale inconvenienti è lo sfregamento della presa d'aria con lo pneumatico.
Il terzo problema con le gomme, con relativa interruzione, accade, poco dopo, sulla Renault di Kevin Magnussen, che vede l'afflosciamento della gomma posteriore sinistra. Il pilota termina la corsa nella via di fuga. Il guaio è derivato dal cedimento della sospensione. Nona ha ottenuto tempo validi il messicano Esteban Gutiérrez, per un problema elettrico della sua Haas.
Il miglior tempo di sessione è di Nico Rosberg, che precede di 146 millesimi Lewis Hamilton. La prestazione del tedesco è di un secondo migliore di quella dell'anno passato. Anche Hamilton è stato protagonista di un paio di testacoda.
La sessione di prove del sabato si disputa sotto la pioggia, e ciò limita fortemente il numero di giri percorsi dai piloti, tanto che solo 14 conduttori hanno fatto segnare un tempo valido per la graduatoria: tra i piloti che non hanno fatto segnare nessun rilievo cronometrico vi sono anche i due della Mercedes. Il più rapido è risultato Sebastian Vettel, che ha ottenuto la prestazione montando gomme da bagnato intermedio, e ha concluso solo tre giri. Al secondo posto si è classificato Valtteri Bottas. Il più rapido, montando gomme da pieno bagnato, è stato invece Carlos Sainz Jr., che ha chiuso quarto.

### Risultati
Nella prima sessione del venerdì si è avuta questa situazione:
| Pos | Nº | Pilota           | Costruttore | Tempo    | Gap    | Giri |
| --- | -- | ---------------- | ----------- | -------- | ------ | ---- |
| 1   | 6  | Nico Rosberg     | Mercedes    | 1'38"037 |        | 16   |
| 2   | 44 | Lewis Hamilton   | Mercedes    | 1'38"183 | +0"146 | 16   |
| 3   | 5  | Sebastian Vettel | Ferrari     | 1'38"665 | +0"628 | 12   |

Nella seconda sessione del venerdì si è avuta questa situazione:
| Pos | Nº | Pilota           | Costruttore | Tempo    | Gap    | Giri |
| --- | -- | ---------------- | ----------- | -------- | ------ | ---- |
| 1   | 7  | Kimi Räikkönen   | Ferrari     | 1'36"896 |        | 35   |
| 2   | 5  | Sebastian Vettel | Ferrari     | 1'37"005 | +0"109 | 33   |
| 3   | 6  | Nico Rosberg     | Mercedes    | 1'37"133 | +0"237 | 33   |

Nella sessione del sabato si è avuta questa situazione:
| Pos | Nº | Pilota           | Costruttore          | Tempo    | Gap    | Giri |
| --- | -- | ---------------- | -------------------- | -------- | ------ | ---- |
| 1   | 5  | Sebastian Vettel | Ferrari              | 1'57"351 |        | 3    |
| 2   | 77 | Valtteri Bottas  | Williams-Mercedes    | 1'58"061 | +0"710 | 7    |
| 3   | 11 | Sergio Pérez     | Force India-Mercedes | 1'58"689 | +1"338 | 4    |

## Qualifiche

### Resoconto
La pista risulta ancora umida quando i piloti affrontano la prima fase delle qualifiche, cosicché la maggior parte di loro monta gomme da bagnato intermedio. Pascal Wehrlein opta invece per gomme da asciutto e scivola su una grossa chiazza di umido, posta sul rettilineo principale: la sua vettura sbatte contro il muretto, senza però provocare danni al pilota, che però non può concludere la sessione. La direzione di gara espone la bandiera rossa e decide di inviare in pista dei commissari per asciugare la pista, nel punto dell'incidente.
Lewis Hamilton, in parte disturbato da un'altra vettura nel corso del suo primo tentativo, deve abbandonare la sessione per guai tecnici alla vettura (precisamente all'ERS), e risulta così non qualificato per la seconda fase. Assieme a lui, e a Wehrlein, vengono eliminati Rio Haryanto, i due piloti della Renault e Esteban Gutiérrez. Il miglior tempo è segnato da Sebastian Vettel.
Nella seconda fase Nico Rosberg opta per le gomme morbide, mentre le Ferrari optano per gomme supermorbide: tale scelta incide sul tipo di copertura che i piloti devono montare al momento della partenza della gara. Anche la Q2 è interrotta con bandiera rossa: dalla Force India di Nico Hülkenberg si stacca una gomma, poco dopo essere uscito dalla corsia dei box. Rimanendo solo poco più di un minuto al termine della sessione la direzione di gara decide di interrompere la Q2 definitivamente. Sono eliminati i due piloti della Sauber, i due della McLaren, Romain Grosjean e Felipe Massa. Hülkenberg, pur qualificato alla fase decisiva, non può prendervi parte perché la sua vettura non viene riportata in tempo utile ai box. Il tempo migliore della manche è ancora di un ferrarista, Kimi Räikkönen.
In Q3 Kimi Räikkönen strappa il miglior tempo fatto segnare da Nico Rosberg, nel primo tentativo. Sebastian Vettel rimane nei box, per tentare un solo giro veloce. Con il secondo tentativo il finlandese è scavalcato da Nico Rosberg e da Daniel Ricciardo, mentre Vettel chiude solo quarto. Per la Mercedes è la nona pole position consecutiva, la ventitreesima, in totale, per Rosberg. Al termine delle qualifiche Hülkenberg è penalizzato di tre posizioni sulla griglia di partenza, per essere stato rimandato in pista in condizioni di mancata sicurezza, nell'episodio verificatosi in Q2.

### Risultati
Nella sessione di qualifica si è avuta questa situazione:
| Pos                         | Nº | Pilota            | Costruttore               | Q1          | Q2       | Q3          | Griglia |
| --------------------------- | -- | ----------------- | ------------------------- | ----------- | -------- | ----------- | ------- |
| 1                           | 6  | Nico Rosberg      | Mercedes                  | 1'37"669    | 1'36"240 | 1'35"402    | 1       |
| 2                           | 3  | Daniel Ricciardo  | Red Bull Racing-TAG Heuer | 1'37"672    | 1'36"815 | 1'35"917    | 2       |
| 3                           | 7  | Kimi Räikkönen    | Ferrari                   | 1'37"347    | 1'36"118 | 1'35"972    | 3       |
| 4                           | 5  | Sebastian Vettel  | Ferrari                   | 1'37"001    | 1'36"183 | 1'36"246    | 4       |
| 5                           | 77 | Valtteri Bottas   | Williams-Mercedes         | 1'37"537    | 1'36"831 | 1'36"296    | 5       |
| 6                           | 26 | Daniil Kvjat      | Red Bull Racing-TAG Heuer | 1'37"719    | 1'36"948 | 1'36"399    | 6       |
| 7                           | 11 | Sergio Pérez      | Force India-Mercedes      | 1'38"096    | 1'37"149 | 1'36"865    | 7       |
| 8                           | 55 | Carlos Sainz Jr.  | STR-Ferrari               | 1'37"656    | 1'37"204 | 1'36"881    | 8       |
| 9                           | 33 | Max Verstappen    | STR-Ferrari               | 1'38"181    | 1'37"265 | 1'37"194    | 9       |
| 10                          | 27 | Nico Hülkenberg   | Force India-Mercedes      | 1'38"165    | 1'37"333 | senza tempo | 13      |
| 11                          | 19 | Felipe Massa      | Williams-Mercedes         | 1'38"016    | 1'37"347 | N.D.        | 10      |
| 12                          | 14 | Fernando Alonso   | McLaren-Honda             | 1'38"451    | 1'38"826 | N.D.        | 11      |
| 13                          | 22 | Jenson Button     | McLaren-Honda             | 1'37"593    | 1'39"093 | N.D.        | 12      |
| 14                          | 8  | Romain Grosjean   | Haas-Ferrari              | 1'38"425    | 1'39"830 | N.D.        | 14      |
| 15                          | 9  | Marcus Ericsson   | Sauber-Ferrari            | 1'38"321    | 1'40"742 | N.D.        | 15      |
| 16                          | 12 | Felipe Nasr       | Sauber-Ferrari            | 1'38"654    | 1'42"430 | N.D.        | 16      |
| 17                          | 20 | Kevin Magnussen   | Renault                   | 1'38"673    | N.D.     | N.D.        | 17      |
| 18                          | 21 | Esteban Gutiérrez | Haas-Ferrari              | 1'38"770    | N.D.     | N.D.        | 18      |
| 19                          | 30 | Jolyon Palmer     | Renault                   | 1'39"528    | N.D.     | N.D.        | 19      |
| 20                          | 88 | Rio Haryanto      | Manor-Mercedes            | 1'40"264    | N.D.     | N.D.        | 20      |
| Tempo limite 107%: 1'43"791 |    |                   |                           |             |          |             |         |
| NQ                          | 94 | Pascal Wehrlein   | Manor-Mercedes            | senza tempo | N.D.     | N.D.        | 21      |
| NQ                          | 44 | Lewis Hamilton    | Mercedes                  | senza tempo | N.D.     | N.D.        | 22      |

In grassetto sono indicate le migliori prestazioni in Q1, Q2 e Q3.

## Gara

### Resoconto
Al semaforo Daniel Ricciardo prende il comando della gara, passando Nico Rosberg, mentre, subito dietro c'è un contatto tra le due Ferrari, con Sebastian Vettel che tocca la vettura di Kimi Räikkönen, allargando la traiettoria a seguito di un attacco di Daniil Kvjat. Nelle retrovie Lewis Hamilton finisce fuori pista dopo un contatto con Felipe Nasr, ma può continuare la gara. Sia Räikkönen che Hamilton sono costretti ai box, per sostituire il musetto.
Nel corso del terzo giro Rosberg passa Ricciardo, che però sul lungo rettilineo vede esplodere, per una foratura dovuta a un detrito, uno pneumatico: la direzione di gara decide di inviare in pista la safety car per ripulire il tratto di pista. Vari piloti effettuano la sosta per sostituire le gomme: Sebastian Vettel sostituisce il musetto danneggiato al via, superando due vetture nella corsia di entrata ai box. Alla ripartenza, dietro a Rosberg, c'è Felipe Massa, seguito da Fernando Alonso, Pascal Wehrlein, Esteban Gutiérrez e Daniil Kvjat. Il russo della Red Bull Racing recupera in quattro giri tre posizioni, ponendosi al secondo posto. Anche Vettel è rapido nella rimonta, tanto da scalare dal dodicesimo posto al quarto, in cinque giri. Il recupero si interrompe al giro 18, quando il tedesco effettua ancora una sosta per il cambio delle gomme, scendendo all'undicesimo posto. Rosberg comanda sempre davanti a Kvjat, le due Williams, Carlos Sainz Jr., Sergio Pérez, Daniel Ricciardo e Lewis Hamilton.
Al ventesimo giro Daniil Kvjat effettua la sua sosta, e rientra in pista davanti a Vettel. Un giro dopo tocca anche a Nico Rosberg, e poi, a Valtteri Bottas. La classifica rimane comandata da Rosberg, che ora precede Kvjat, Vettel, Jenson Button, Pérez, e le due Williams. Massa recupera una posizione prima a Pérez, poi a Button, installandosi al quarto posto. Anche Valtteri Bottas passa Button, che va al cambio gomme al giro 27. Risale anche Daniel Ricciardo, che prevale su Bottas, al trentesimo giro, e scala quarto, dopo la sosta di Felipe Massa, poco dopo. Stessa rimonta per Kimi Räikkönen, che sfruttando le soste delle Williams, e sorpassando le Toro Rosso, è ora quinto.
Al trentaseiesimo passaggio sia Kvjat che Vettel effettuano, in contemporanea la sosta; il tedesco rimane alle spalle del russo. Rosberg compie la sosta dopo un giro, mentre Vettel sorpassa Kvjat, per il secondo posto. Ricciardo e Räikkönen, entrano al pit stop al giro 38, recuperano due posizioni, passando Massa e Hamilton, installandosi al quarto e quinto posto, rispettivamente. Anche Hamilton cerca, senza successo, di passare il brasiliano. Negli ultimi giri Max Verstappen supera Bottas, per la ottava piazza.
Nico Rosberg vince la sesta volta consecutiva, conquistando la diciassettesima vittoria nel mondiale, diventando così il pilota con il maggior numero di successi, senza essere diventato campione del mondo. Nicolas Hulkenberg ottiene il suo secondo giro veloce in carriera, il primo dal Gran Premio di Singapore 2012, mentre la Force India non lo conquistava dal Gran Premio d'Austria 2014 con Sergio Pérez.

### Risultati
I risultati del Gran Premio sono i seguenti:
| Pos | Nº | Pilota             | Costruttore               | Giri | Tempo/Ritiro | Griglia | Punti |
| --- | -- | ------------------ | ------------------------- | ---- | ------------ | ------- | ----- |
| 1   | 6  | Nico Rosberg       | Mercedes                  | 56   | 1h38'53"891  | 1       | 25    |
| 2   | 5  | Sebastian Vettel   | Ferrari                   | 56   | +37"776      | 4       | 18    |
| 3   | 26 | Daniil Kvjat       | Red Bull Racing-TAG Heuer | 56   | +45"936      | 6       | 15    |
| 4   | 3  | Daniel Ricciardo   | Red Bull Racing-TAG Heuer | 56   | +52"688      | 2       | 12    |
| 5   | 7  | Kimi Räikkönen     | Ferrari                   | 56   | +1'05"872    | 3       | 10    |
| 6   | 19 | Felipe Massa       | Williams-Mercedes         | 56   | +1'15"511    | 11      | 8     |
| 7   | 44 | Lewis Hamilton     | Mercedes                  | 56   | +1'18"230    | 22      | 6     |
| 8   | 33 | Max Verstappen     | STR-Ferrari               | 56   | +1'19"268    | 9       | 4     |
| 9   | 55 | Carlos Sainz Jr.   | STR-Ferrari               | 56   | +1'24"127    | 8       | 2     |
| 10  | 77 | Valtteri Bottas    | Williams-Mercedes         | 56   | +1'26"192    | 5       | 1     |
| 11  | 11 | Sergio Pérez       | Force India-Mercedes      | 56   | +1'34"283    | 7       |       |
| 12  | 14 | Fernando Alonso    | McLaren-Honda             | 56   | +1'37"253    | 12      |       |
| 13  | 22 | Jenson Button      | McLaren-Honda             | 56   | +1'41"990    | 13      |       |
| 14  | 21 | Esteban Gutiérrez  | Haas-Ferrari              | 55   | +1 giro      | 18      |       |
| 15  | 27 | Nicolas Hülkenberg | Force India-Mercedes      | 55   | +1 giro      | 10      |       |
| 16  | 9  | Marcus Ericsson    | Sauber-Ferrari            | 55   | +1 giro      | 15      |       |
| 17  | 20 | Kevin Magnussen    | Renault                   | 55   | +1 giro      | 17      |       |
| 18  | 94 | Pascal Wehrlein    | Manor-Mercedes            | 55   | +1 giro      | 21      |       |
| 19  | 8  | Romain Grosjean    | Haas-Ferrari              | 55   | +1 giro      | 14      |       |
| 20  | 12 | Felipe Nasr        | Sauber-Ferrari            | 55   | +1 giro      | 16      |       |
| 21  | 88 | Rio Haryanto       | Manor-Mercedes            | 55   | +1 giro      | 20      |       |
| 22  | 30 | Jolyon Palmer      | Renault                   | 55   | +1 giro      | 19      |       |

## Classifiche mondiali

### Piloti
| Pos | Pilota             | Punti |
| --- | ------------------ | ----- |
| 1   | Nico Rosberg       | 75    |
| 2   | Lewis Hamilton     | 39    |
| 3   | Daniel Ricciardo   | 36    |
| 4   | Sebastian Vettel   | 33    |
| 5   | Kimi Räikkönen     | 28    |
| 6   | Felipe Massa       | 22    |
| 7   | Daniil Kvjat       | 21    |
| 8   | Romain Grosjean    | 18    |
| 9   | Max Verstappen     | 13    |
| 10  | Valtteri Bottas    | 7     |
| 11  | Nicolas Hülkenberg | 6     |
| 12  | Carlos Sainz Jr.   | 4     |
| 13  | Stoffel Vandoorne  | 1     |

### Costruttori
| Pos | Costruttore               | Punti |
| --- | ------------------------- | ----- |
| 1   | Mercedes                  | 114   |
| 2   | Ferrari                   | 61    |
| 3   | Red Bull Racing-TAG Heuer | 57    |
| 4   | Williams-Mercedes         | 29    |
| 5   | Haas-Ferrari              | 18    |
| 6   | STR-Ferrari               | 17    |
| 7   | Force India-Mercedes      | 6     |
| 8   | McLaren-Honda             | 1     |

## Decisioni della FIA
Nicolas Hülkenberg, oltre alla penalità stop & go di cinque secondi comminatagli in gara, subisce la decurtazione di due punti sulla Superlicenza per avere guidato troppo lentamente in corsia box.
Sergio Peréz, invece, non viene penalizzato per l'unsafe release.